# Bernard H.V-40
Dimensions
Le Bernard H.V-40 est un hydravion de course conçu par la Société des Avions Bernard pour la course de 1929 de la Coupe Schneider.

## Contexte historique
En octobre 1928, la France était doté d'un ministre de l'Air, Laurent Eynac, avec son propre budget financier. L'une des premières décisions prise par le nouveau ministre fut de financer la participation d'une équipe nationale à la Coupe Schneider qui devait avoir lieu l'année suivante à Calshot au Royaume-Uni. Le ministère fit appel à trois fabricants d'hydravions pour ce projet : 
- la Société des Avions Bernard (La Courneuve),
- Nieuport-Delage (Issy-les-Moulineaux et Argenteuil)
- et Blériot-SPAD (Suresnes),

ainsi qu'à trois motoristes : 
- Renault (Boulogne-Billancourt),
- Hispano-Suiza (Bois-Colombes)
- et Lorraine (Argenteuil).

Une section d'entrainement fut formée spécialement sur la lagune de Berre et décision fut prise de commander la construction de deux modèles d'hydravions de course à la société des Avions Bernard, et un autre à Nieuport-Delage. Les deux projets Bernard furent désignés Bernard H.V-40 et H.V-41. Le projet Nieuport reçut le nom de Nieuport-Delage NiD.450. Le H.V-40 était équipé d'un moteur radial Gnome-Rhône 9Kfr Mistral, tandis que le H.V-41 recevait un moteur en ligne Hispano-Suiza 12ns Special. Ces moteurs devant fournir théoriquement une puissance de 1000 ch.

## Conception et développement
Les deux projets H.V-40 et H.V-41 étaient menés par le concepteur en chef des Avions Bernard et auteur du projet d'avion de chasse Bernard 20, l'ingénieur Georges Bruner.
Le H.V-40 était un avion monoplace profilé à aile monoplan cantilever équipé de deux flotteurs métalliques fixés sous le fuselage sur des bras en V inversés et motorisé par le moteur radial Gnome-Rhône Mistral. Ce moteur refroidi par air, qui garantissait une puissance de 800 chevaux (587 kW) au niveau de la mer, entrainait une hélice bipale métallique. Un long carénage devant le poste de pilotage recouvrait le moteur, laissant à découvert les têtes de cylindre pour faciliter le refroidissement. En mai 1929 l'avion était prêt pour les essais, mais il ne vola pas en raison de retards dans le développement du moteur.
Conçu à l'origine pour produire 1000 ch (746 kW) le moteur Mistral ne fut jamais en mesure d'atteindre la puissance de sortie exigée et le H.V-40 ne vola qu'en juillet 1931. Son premier vol eut lieu sur le lac de Berre, base de l'équipe de France pour la course de 1931 piloté par le capitaine de corvette Jean Amanrich. En raison de la mort tragique du pilote d'essai Florentin Bonnet le gouvernement français décida de retirer la participation de l'équipe à la Coupe qui avait lieu le 7 septembre 1929 à Calshot, Grande-Bretagne.
Le H.V-40 vola finalement mais avec de mauvaises performances en matière de vitesse en ne dépassant jamais les 400 km/h. Finalement il ne fut utilisé que pour quelques vols d'entraînement.

## Opérateurs
France
- SEHGV Section d’entraînement sur hydravions à grande vitesse

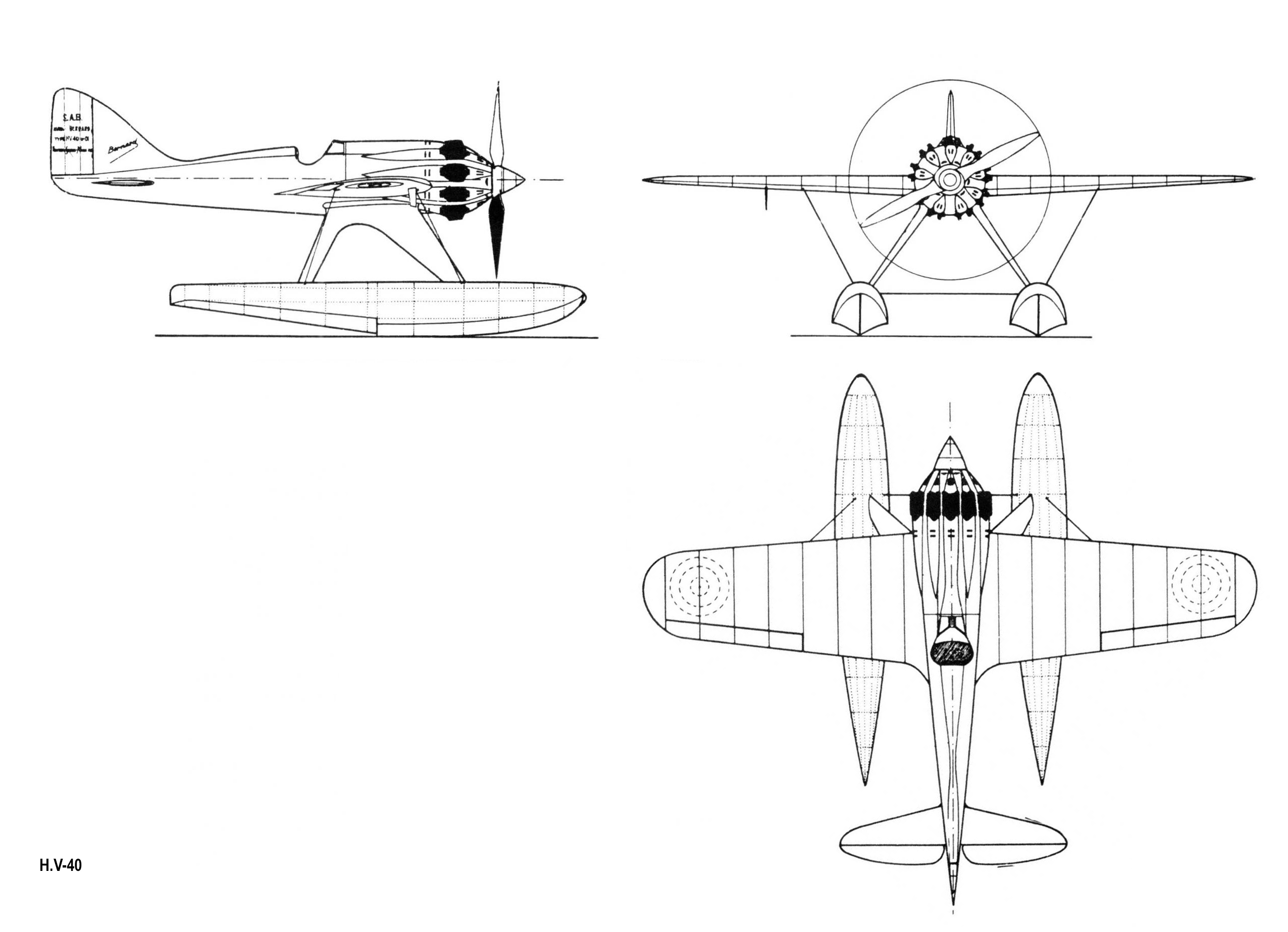
Bernard H.V 40 Plan